# أليسيو فورلان
أليسيو فورلان (بالإيطالية: Alessio Furlan)‏ مواليد 16 أكتوبر 1976 في إفريا، مقاطعة تورينو، بييمونتي، إيطاليا، هو ملاكم محترف إيطالي. هو بطل سابق لإيطاليا في وزن المتوسط لفئة الناشئين.

## إحصائيات
خاض خلال مسيرته 50 نزالا، فاز في 27 وتعادل في 5 وخسر في 18. فاز بالضربة القاضية في 9 نزالا.

## وصلات خارجية
- أليسيو فورلان على موقع بوكس ريك (الإنجليزية) (registration required)
- الموقع الرسمي